# Dipsas williamsi
Dipsas williamsi är en ormart som beskrevs av Carillo de Espinoza 1974. Dipsas williamsi ingår i släktet Dipsas och familjen snokar. Inga underarter finns listade i Catalogue of Life.
Denna orm förekommer i västra Peru regionerna Ancash och Lima. Arten lever i låglandet och i bergstrakter upp till 2990 meter över havet. Habitatet utgörs främst av torra skogar och buskskogar samt av landskap som domineras av växter från tillandsiasläktet. Antagligen klättrar ormen tidvis i växtligheten. Honor lägger ägg.
Beståndet hotas av landskapsförändringar. Populationen minskar och arten listas av IUCN som sårbar (VU).